# Autoretrat de Dürer (Louvre)
Autoretrat de Dürer és una obra del pintor alemany Albrecht Dürer. És un oli sobre tela encolada, pintat en 1493. Mesura 56,5 cm d'alt i 44,5 cm d'ample. S'exhibeix actualment en el Museu del Louvre de París. També és conegut com a Autoretrat amb flor de card.

## Història
Albrecht Dürer, fill d'un orfebre hongarès que es va establir en Núremberg, és el màxim representant del Renaixement a Alemanya. Va ser el primer pintor occidental que es va representar a si mateix en diversos autoretrats, al llarg de la seva vida. Gràcies a ells, es pot veure l'evolució humana de l'artista. Precisament l'obra seva més antiga que es conserva és un autoretrat realitzat a punta de plata, que és un tipus de gravat en el qual no cap rectificació. Ho va fer l'any 1484, quan tenia 13 anys. Es conserva en el museu Albertina, que es troba en el Palau Imperial de Hofburg (Viena), al costat d'altres obres de l'autor com «La llebre».
Aquest Autoretrat del Museu del Louvre es considera el primer autoretrat autònom sobre cavallet de la pintura alemanya.

## Anàlisi del quadre
Aquesta obra va ser realitzada sobre paper (pergamí) després pegat al llenç, amb les següents dimensions: 57 × 45 cm.
Dürer apareix imberbe, adolescent, amb una ramita de card a les mans, símbol del sofriment de Crist; la flor de card, anomenada Mannestruc en alemany, representa també des de l'antiguitat, la fidelitat conjugal, i s'oferia a les joves esposes. Dürer, no obstant això, tenia llavors 22 anys i encara estava solter, car les seves noces va tenir lloc a l'any següent. Podria ser un quadre per regalar a la seva núvia, Agnes Frey.
Adopta una postura de tres cambres. Mira fixament a l'espectador. El cabell ros i llarg no impedeix que se li vegi el front, la mandíbula i el lòbul de l'orella. Porta un tocat de color vermell, com els rivets de la roba.
En la part superior, sobre el seu cap, apareix la data i una inscripció que diu: «My sach die gat / Als és oben schtat». S'ha traduït com «La meva destinació progressarà segons l'ordre Suprem»; també pot entendre's com «Tot em va com està ordenat des d'allà a dalt» o «Les coses em van com allà a dalt està ordenat».
És una de les seves primeres obres, en la qual combina l'expressió retinguda del gòtic alemany, amb la precisió d'un Van Eyck. Però a aquest estil nòrdic li insufla un esperit itàlia en posar-se com a exemple d'home independent, amo dels seus pensaments, exemple d'esperit humanista.
Com en la resta dels seus autoretrats i retrats, resulta magistral quant a la profunditat psicològica.

## Els autoretrats de Dürer

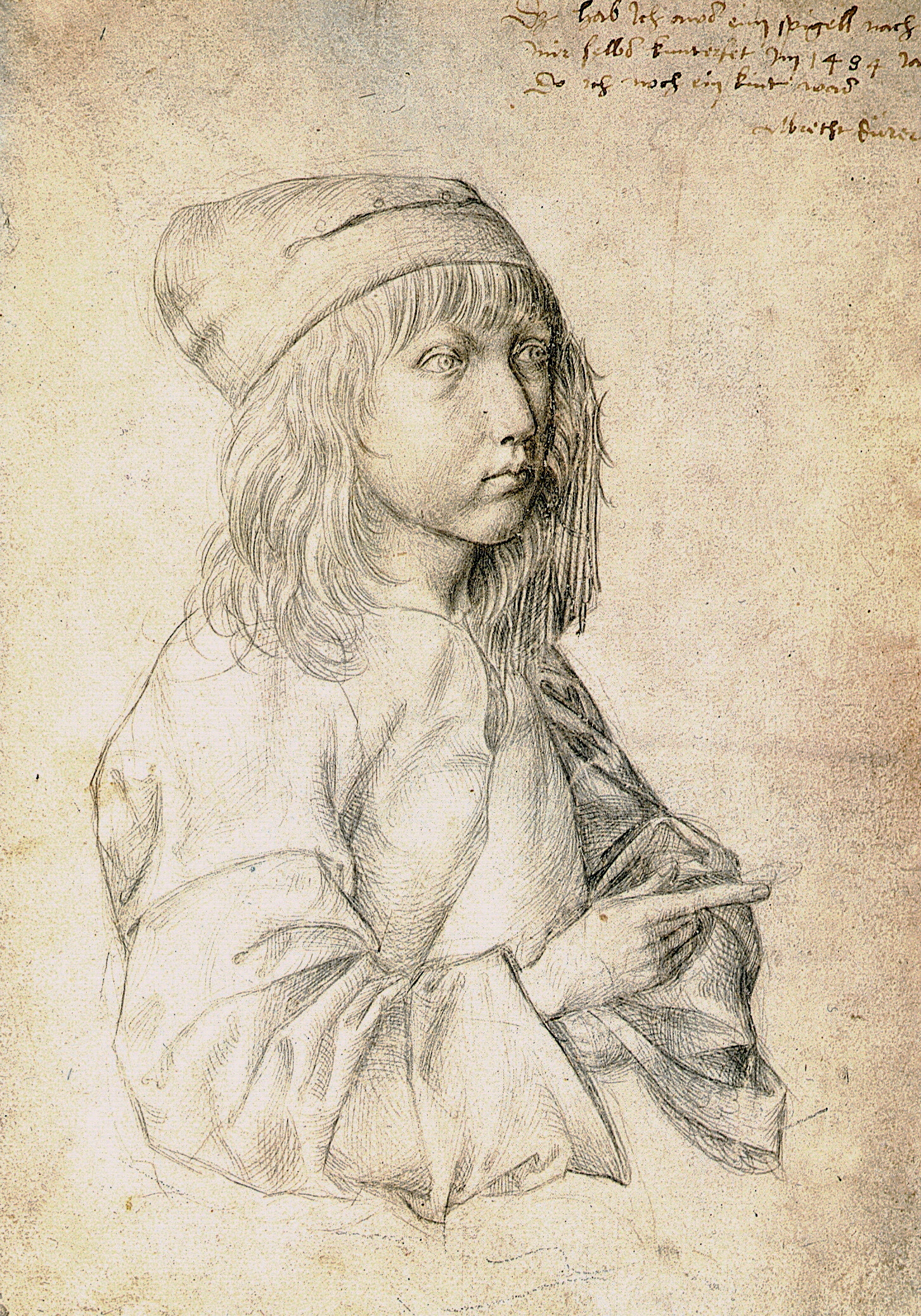
Autoretrat de l'Albertina, 1484
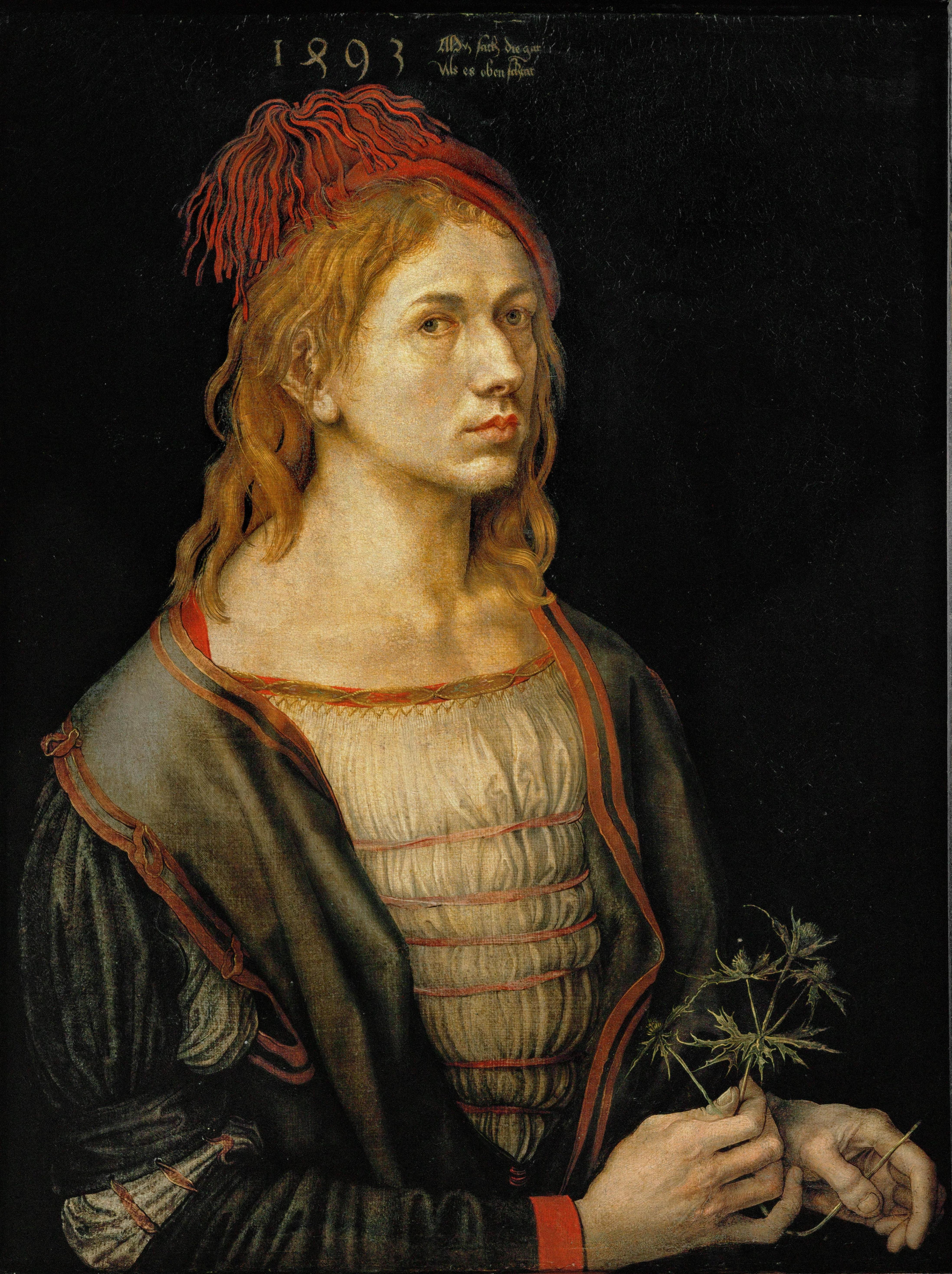
Autoretrat del Louvre, 1493
Autoretrat del Museu del Prado, 1498
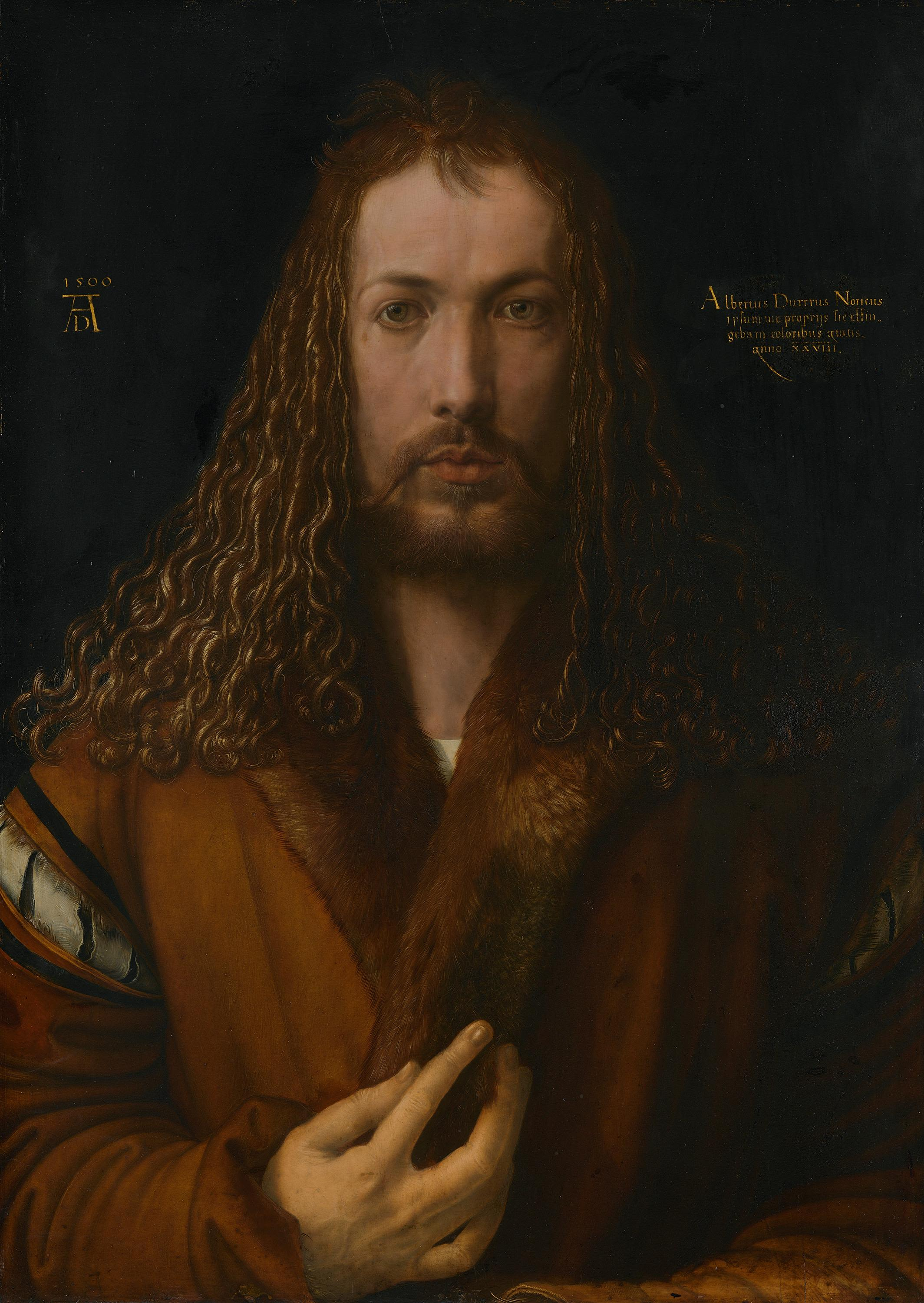
Autoretrat de Múnic, 1500

En 1500, dos anys després de l'Autoretrat del Prado, pinta l'Autoretrat que es conserva en la Alte Pinakothek de Múnic, de 67 × 49 cm. En aquest se li veu frontalment, amb vestit de pell, amb llargs cabells i una expressió seriosa i serena, recordant un “Ecce homo”. Si algú que ho veiés no sabés que ho va fer Dürer, pensaria que és Crist, amb els cabells daurats emmarcant un rostre allargat i serè, recordant la iconografia de Jesucrist.